# 普赛
普赛（法語：Poussay，法語發音：[pusɛ] ⓘ），法国东北部市镇，位于大东部大区孚日省，隶属于讷沙托区，其市镇面积为8.69平方公里，2022年1月1日时人口数量为660人，在法国市镇中排名第13,526位。
普赛位于孚日省北部偏西，马东河畔，三个方向的公路在此交汇，因其历史上的教务会而闻名。

## 地名来源
根据《蓝色法兰西》的一篇文章的论述，“Poussay”一名最初于1051年以“Portus suavis”的形式被记载，该名称的来源尚不清楚，可能意为“安宁的地方”，其中“suavis”对应现代法语单词“suave”。

## 历史

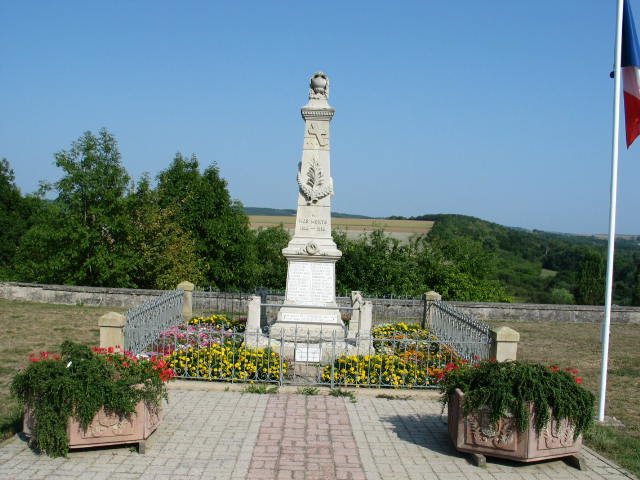
烈士纪念碑

普赛的早期历史尚不清楚。根据当地官方网站的论述，一条古罗马时期的道路可能从普赛经过。中世纪中期，图勒主教贝托尔德在普赛境内兴建本笃会修道院并在此编著《普赛福音书》，此后当地又出现了普赛教务会，牧师活动使得普赛逐渐形成聚落。1598年，洛林公爵查理三世发布商业条令，普赛境内出现集市。法国大革命后，教务会被拆除，普赛成为孚日省的一个市镇。1842年，普赛市政厅建成。

## 地理

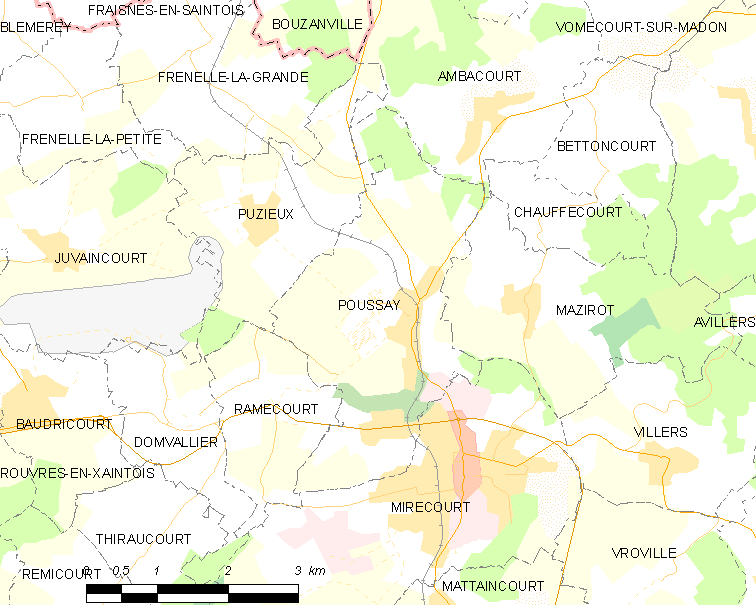
普赛市镇范围地图

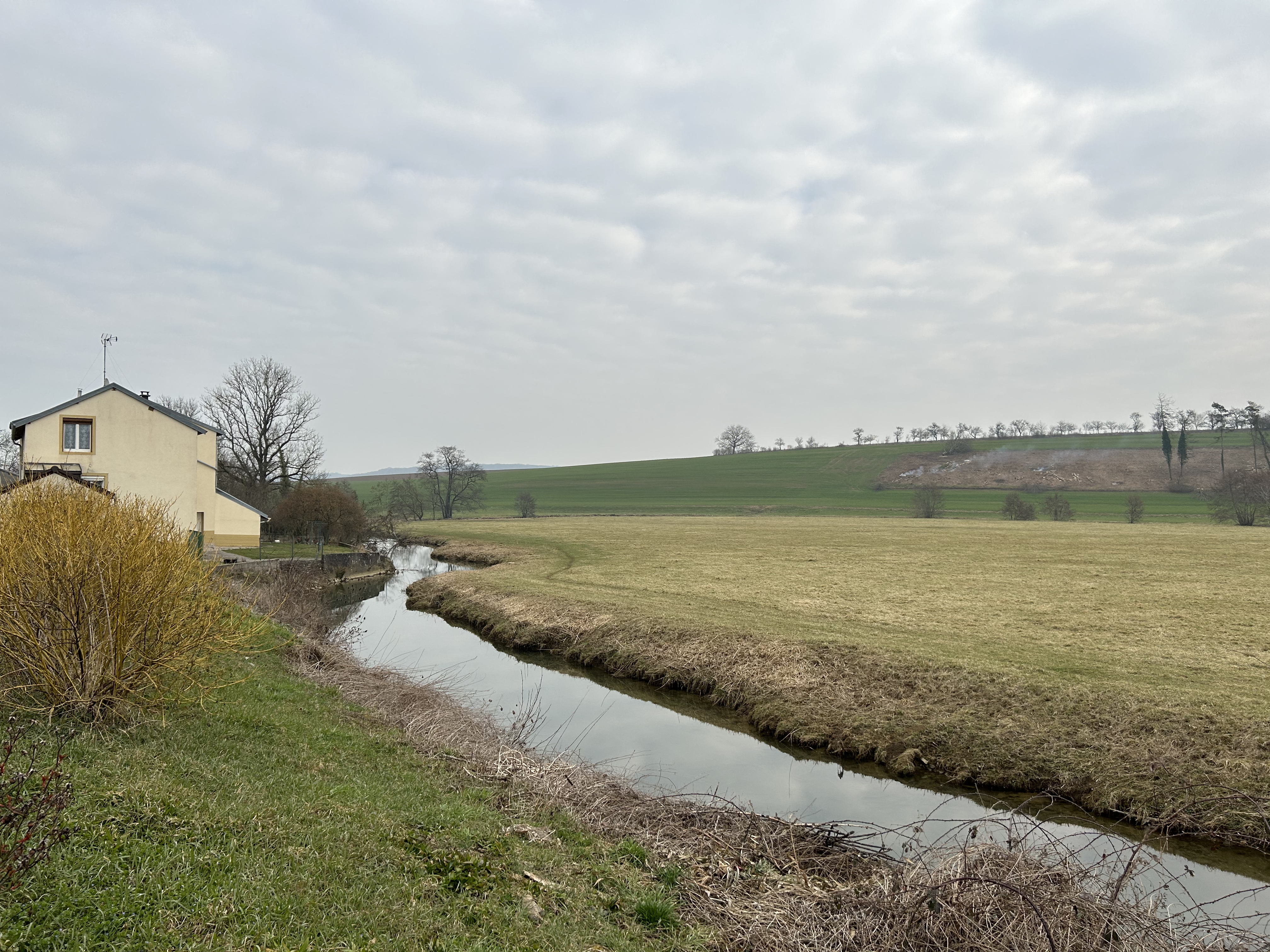
皮埃尔溪

普赛位于法国东北部，大东部大区东部和孚日省北部偏西，距离省会埃皮纳勒大约35公里。与普赛接壤的市镇包括：昂巴库尔、马济罗、米尔库、皮济约和拉姆库尔。

### 地形
普赛位于洛林高原南部腹地，境内以平原和浅丘为主，市镇中心位于一处河谷地带，整体地势自河道向两侧抬升，全境海拔在256到327米之间。

### 水文
马东河自南向北流经普赛市镇东部，其左岸支流皮埃尔溪（ruisseau des Pierres）自西向东流经市镇北部。

### 植被
普赛属于温带阔叶混交林区，林地多分布于河流附近及坡地地带，市镇北部为格罗塞耶树林（Bois Grosseille）。
在鲜花城市的评比中，普赛暂未被评级。

### 气候
普赛在柯本气候分类法中属于带有一定大陆性气候特征的温带海洋性气候（Cfb）。

## 行政区划
普赛的市镇编号为88357，邮政编号为88500。
在行政管理方面，普赛隶属于法国大东部大区孚日省讷沙托区；在地方选举方面，普赛隶属于米尔库县，其市镇范围全境被划入孚日省第四选区；在社会管理方面，普赛是米尔库尔-栋派尔市镇公共社区的组成部分。
截至2024年12月，普赛市镇范围内暂无任何城市敏感街区及城市政策优先街区。
法国国家统计与经济研究所（简称“INSEE”）在进行数据统计时，将普赛及相邻的另外3个市镇设为米尔库城市核心区，并将包括核心区在内的周边共17个市镇划为米尔库城市区。自2020年起，米尔库城市区被包含33个市镇的米尔库城市辐射区代替。此外，INSEE还将普赛市镇整体看作一个“块区”（IRIS），以便于统计人口分布情况。

## 交通

### 公路
孚日省省道D55线、D55g线和D413线在普赛境内交汇，另有省道D166线经过市镇南部。大东部大区公共交通（商业名称为“Fluo”）L6线及其下属的孚日省城际客运10号线经停普赛，可直通米尔库和南锡。
2021年，84.7%的普赛家庭拥有至少一辆私人汽车。2023年，普赛境内共发生各类交通事故1起，造成2人受伤，其中1人重伤。
| 10 | 23 |

| 埃皮纳勒 | 35 |

| 米尔库 | 3 |

| 沙尔姆 | 16 |

### 铁路
普赛位于雅维尔拉马尔格朗日—米尔库尔铁路上，普赛站及该铁路蓬圣樊尚以南的路段于2016年关闭。
距离普赛最近的运营中的客运铁路车站为17.5公里外的沙尔姆站，该站停靠往返于南锡和埃皮纳勒一线的区域列车，部分班次可直通梅斯及勒米尔蒙。

### 航空
普赛距离梅斯-南锡-洛林机场的公路里程大约96公里。

### 城市公共交通
截至2024年12月，普赛暂无城市公共交通系统。

## 政治

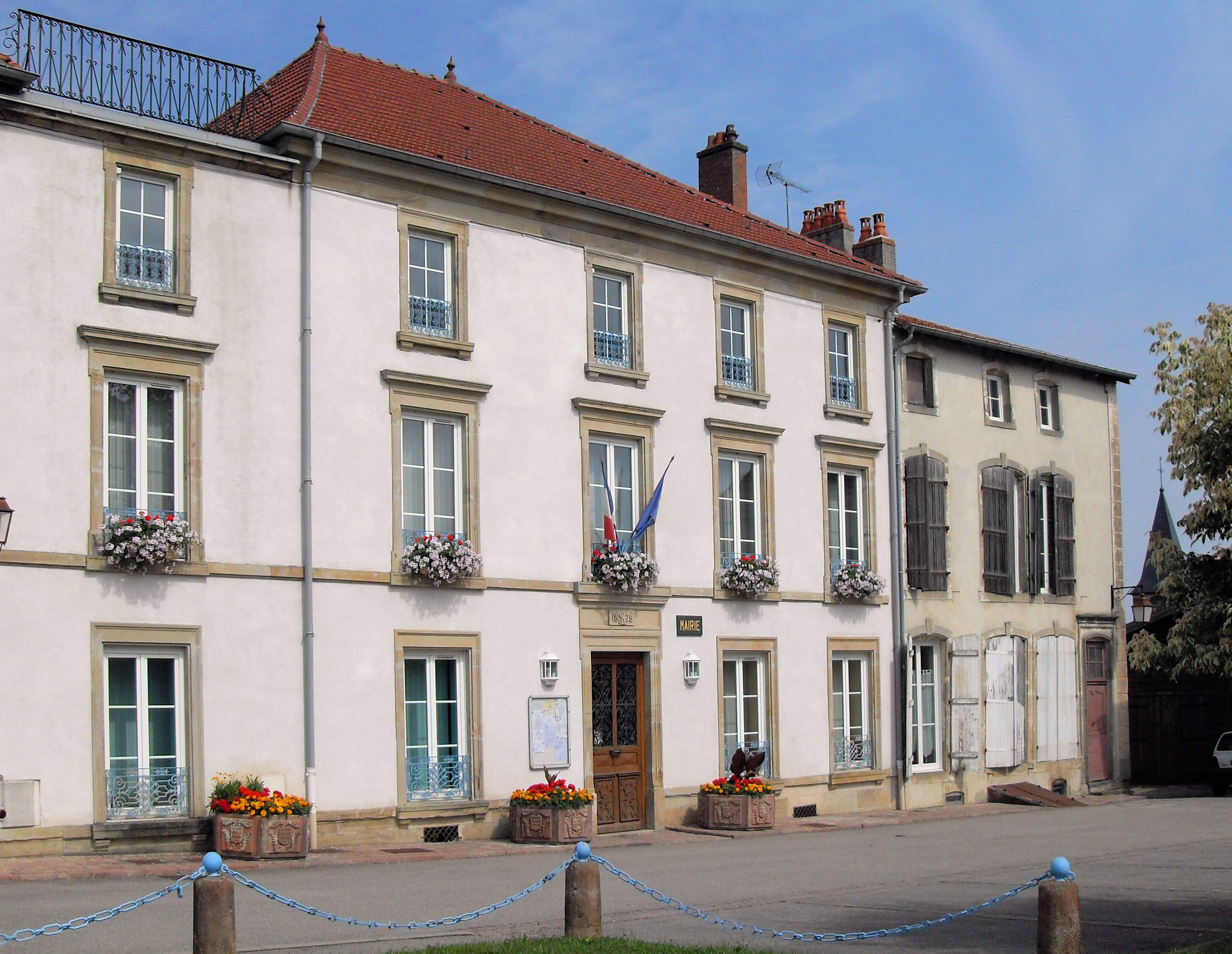
普赛市政厅

普赛的现任市长为菲利普·拉尔谢先生（Philippe LARCHER），他是一名无党派人士，在2020年的市政选举中获得了100%的支持率（无其他候选人）。
在2022年的法国总统大选的第二轮选举中，法国极右翼政党国民阵线主席玛丽娜·勒庞在普赛获得了50.6%的支持率。

## 人口
2021年，普赛市镇人口数量为667，在法国排名第13,526位。其中男性338人，女性329人，75岁及以上人口占10.9%，外籍人口数量为12人，人口密度为77人/平方公里，当地居民被称为（男性）或（女性）。2022年，普赛境内出生4人，死亡人口5人。
| 普赛1901年－2021年人口变化情况 |
|                                |
| 数据来源：Cassini、INSEE       |

## 经济
截至2024年12月，普赛市镇范围内共有各类用人单位（包含自雇）117家，比上一年同期新增11家；（汽车销售）、（门窗安装工程）及（汽车销售）是当地2022年已公布营业额最高的三个企业，分别为13,634,173欧元、1,411,061欧元和1,140,966欧元。

## 财政与居民收入
2023年，普赛的财政收入总额为1,055,320欧元，财政支出总额为1,133,990欧元，当年的债务总额为269,070欧元。2023年，普赛市镇通过增值税获得10,200欧元的收入，此外当地还共获得了67,800欧元的国家直接财政补助。
| 普赛居民收入情况                                 | 普赛居民收入情况 | 普赛居民收入情况      | 普赛居民收入情况 |
| 内容                                             | 普赛             | 法国                  | 统计年份         |
| ------------------------------------------------ | ---------------- | --------------------- | ---------------- |
| 征税家庭总数                                     | 300              | 1,081（法国市镇平均） | 2022年           |
| 居民平均月收入                                   | 2,365欧元        | 2,435欧元             | 2022年           |
| 高级职员人均月收入                               | 不详             | 4,331欧元             | 2021年           |
| 中级职员人均月收入                               | 不详             | 2,470欧元             | 2021年           |
| 普通职员人均月收入                               | 不详             | 1,801欧元             | 2021年           |
| 贫困率                                           | 不详             | 14.5%                 | 2020年           |
| 青壮年（15至64岁）失业率                         | 5.1%             | 7.4%                  | 2020年           |
| 征税家庭数量占比                                 | 52.1%            | 45.5%                 | 2020年           |
| 家庭年均纳税                                     | 1,800欧元        | 4,393欧元             | 2022年           |
| 资料来源：INSEE、L'Internaute、Le Journal du Net |                  |                       |                  |

## 社会事务

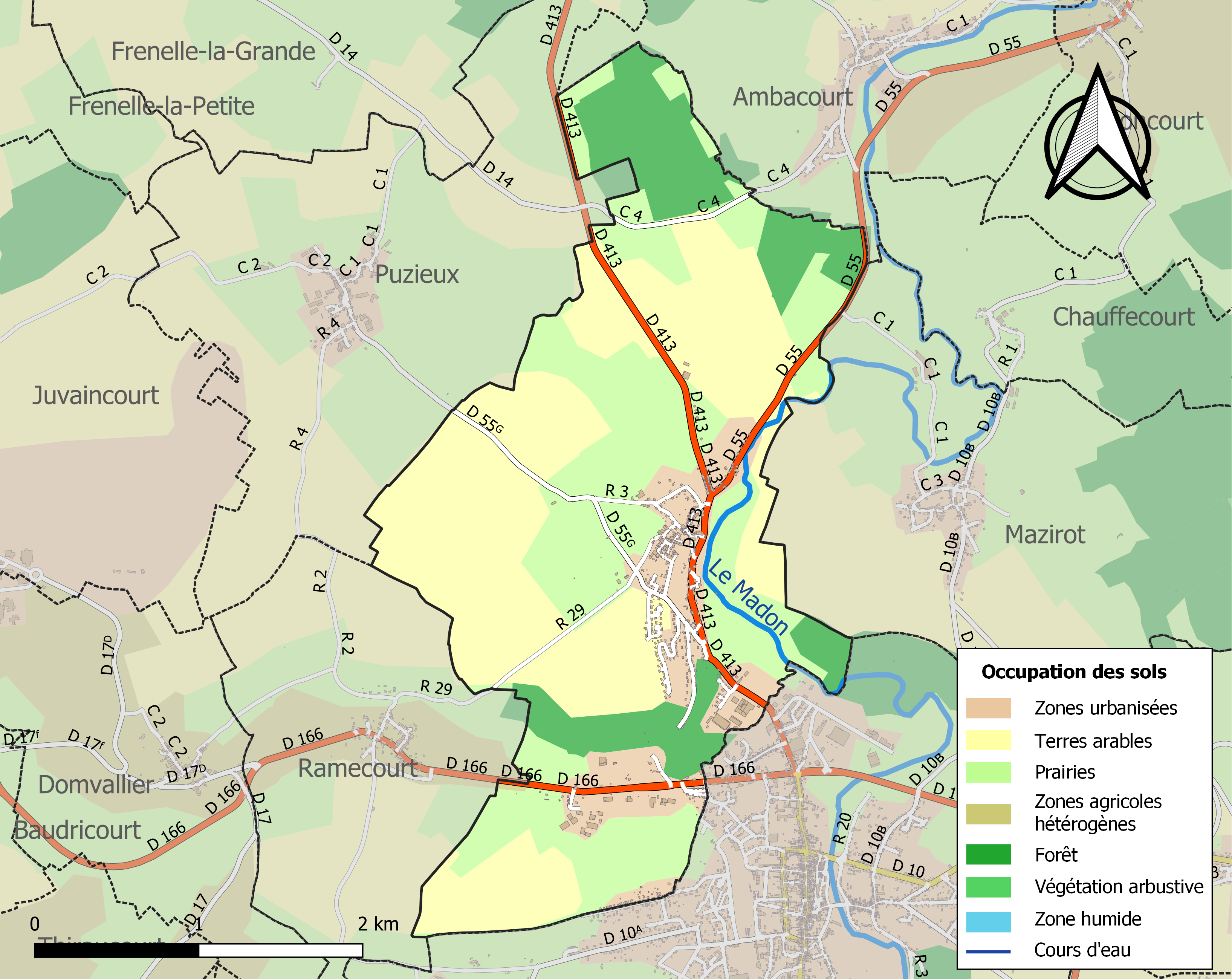
普赛土地利用情况地图

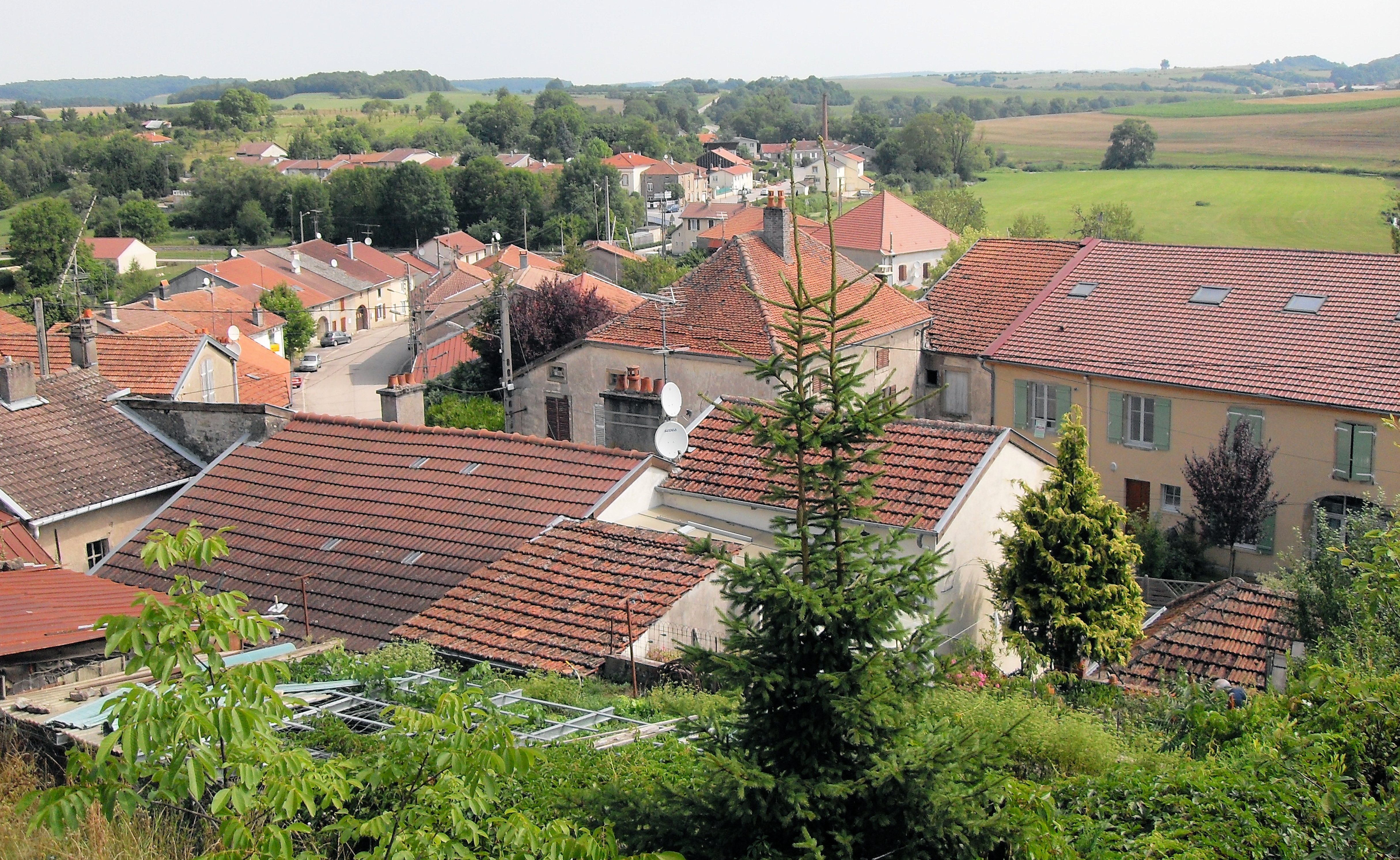
普赛镇中心的民居

### 教育
普赛属于南锡-梅斯学区。截至2023年1月1日，普赛境内共有1所小学。

### 医疗
截至2023年1月1日，普赛境内暂无任何医疗机构及相关从业人员。
距离普赛最近的区域性医疗机构为马东河谷中心医院（Centre Hospitalier Val du Madon），其主病区位于米尔库市区北部，距离普赛市区的正常车程大约4分钟，设有床位320个。

### 住房
2021年，普赛境内共有各类住房340套，其中92.6%为独立式住宅，7.4%为集中式住宅。常住房屋占普赛市镇范围内居民建筑总量的90.3%。
在住房保障政策方面，2023年，普赛境内共有75户家庭获得了家庭津贴补助，受益人数占总人口数量的11.2%，无房租补助。

### 商业
2021年，普赛境内共有各类实体商铺25家，其中餐厅1家、大型超市1家、装饰品店1家、美容美发店1家、汽车维修店8家。

### 体育
2023年，普赛境内共有1处足球或橄榄球场。
截至2024年12月，拉圣莫里斯普赛（La Saint Maurice Poussay，编号524286）是普赛境内唯一的一家注册足球俱乐部，成立于1923年，其主队2024至2025赛季参加孚日省足球联赛丙组（法国第十一级别），其主场为让-马里·达尔维尔球场（Stade Jean-Marie d'Harreville）。

### 环境
普赛的环境事务由其所属的米尔库尔-栋派尔市镇公共社区联合各级政府协调负责。2021年，普赛境内暂无污染企业。

### 治安
2023年，普赛市镇范围内累计记录各类案件14起，其中盗窃类案件6起，人身侵犯类案件5起，毒品交易类案件2起。

## 文化

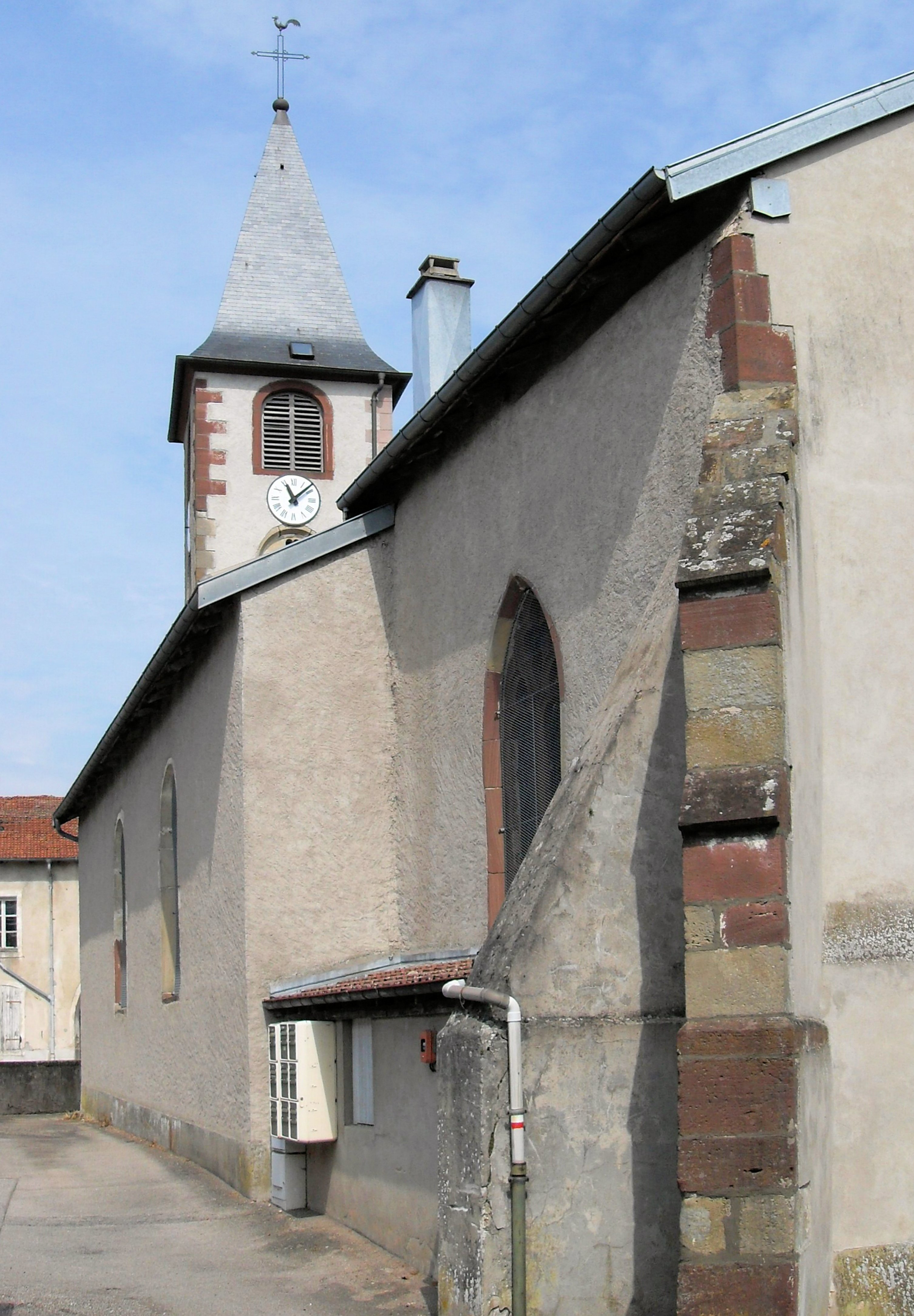
圣莫里斯教堂

2021年，普赛境内暂无任何文化设施。

### 建筑
普赛境内有多处历史建筑，其中圣莫里斯教堂（Église Saint-Maurice de Poussay）是当地的一处地标性建筑物。

### 旅游
普赛的旅游事务由其所属的米尔库尔-栋派尔市镇公共社区联合各级政府协调负责。2024年，普赛境内暂无任何游客接待设施。

### 媒体
法国主要的媒体均可在普赛接收，法国电视三台下属的大东部大区频道在部分时段播出普赛所在孚日省的地方新闻。孚日电视台（Vosges TV）、蓝色法兰西南洛林广播、《孚日早报》、《百分百孚日》等为当地的主要地方性媒体。

## 友好城市
截至2024年12月，普赛暂未建立任何友好城市关系。